# 沈雅颖
沈雅颖（1994年1月17日—），福建漳州人，中国女子羽毛球运动员。

## 簡歷
2011年4月，由漳州市输送到八一羽毛球队的沈雅颖在上海举行的全国青年羽毛球锦标赛获得女子单打第三名，其後入选国家羽毛球青年集训队。同年7月，她首次代表国家队參加國際賽事亞洲青年羽毛球錦標賽，在女单决赛中，她只用了27分钟便以8-21、13-21直落两局負於队友孙瑜，得到亞軍。
2015年11月，沈雅颖出戰巴西羽毛球大獎賽，赢得女子單打冠軍。

## 主要比賽成績
只列出曾進入準決賽的國際賽事成績：
| 年份   | 賽事                 | 公開賽級別 | 項目     | 成績   |
| ------ | -------------------- | ---------- | -------- | ------ |
| 2011年 | 亞洲青年羽毛球錦標賽 | 其他       | 混合團體 | 冠軍   |
| 2011年 | 亞洲青年羽毛球錦標賽 | 其他       | 女子單打 | 亞軍   |
| 2014年 | 中國羽毛球國際挑戰賽 | 國際挑戰賽 | 女子單打 | 準決賽 |
| 2014年 | 中國羽毛球大師賽     | 黃金大獎賽 | 女子單打 | 亞軍   |
| 2015年 | 中國羽毛球國際挑戰賽 | 國際挑戰賽 | 女子單打 | 準決賽 |
| 2015年 | 韓國羽毛球大師賽     | 大獎賽     | 女子單打 | 準決賽 |
| 2015年 | 巴西羽毛球大獎賽     | 大獎賽     | 女子單打 | 冠軍   |

| 2007-2017年 | 首要超級賽 | 超級賽 | 黃金大獎賽 | 大獎賽 | 國際挑戰賽 | 國際系列賽 | 未來系列賽 | 其他 |

| 2018-2026年 | 總決賽 | 超級1000賽 | 超級750賽 | 超級500賽 | 超級300賽 | 超級100賽 | 國際挑戰賽 | 國際系列賽 | 未來系列賽 | 其他 |